# 케레틱 굴레틱
케레틱 굴레틱(Ceretic Guletic)은 5세기 알트클리트 국왕이다.
케레틱의 이름은 할리의 족보서에 그 일가와 함께 실려 있다. 이에 따르면 케레틱의 아버지는 컨로어프(Cynloyp)이고 조부는 킨힐(Cinhil)이고 증조부는 클루임(Cluim)이다. 그 별명인 "굴레틱"이란 "땅주인"이라는 뜻이다. 『아르드 와허의 서』에서는 케레틱을 "고지의 왕 케르헤크(고대 아일랜드어: Coirthech rex Aloo)"라고 하는데, 여기서 고지(the Height)란 알트클리트(the Clyde)를 말함이다.
파트리치오의 서간에 언급되는 브리튼인 군벌 코로티쿠스(라틴어: Coroticus)와 동일인으로 여겨진다. 파트리치오의 서간의 내용은 코로티쿠스가 기독교로 개종한 게일인들을 잡아다 노예로 부림을 개탄하는 것으로, 파트리치오는 코로티쿠스와 그 일당을 파문했다고 선언한다. 코로티쿠스를 알트클리트 국왕 케레틱과 동일시하게 된 것은 8세기에 파트리치오의 서간에 달린 주석서에 기인한다.